# Лопаткин, Николай Алексеевич
Никола́й Алексе́евич Лопа́ткин (18 февраля 1924, Москва — 16 сентября 2013) — советский и российский уролог и нефролог, основатель и первый руководитель (1978—2007) Научно-исследовательского института урологии Министерства здравоохранения РСФСР (с 1991 года — РФ). Доктор медицинских наук, академик АМН СССР (1974). Герой Социалистического Труда (27 июня 1978 года).

## Биография
В 1947 году окончил 2-й Московский медицинский институт. В 1954—1982 годах — ассистент, доцент, профессор, заведующий кафедрой урологии и оперативной нефрологии 2 МОЛГМИ им. Н.И. Пирогова.
Являлся председателем Всесоюзного общества урологов и Российского научного общества урологов (с 1998 по 2012 год). Главный редактор журнала «Урология» (с 1976 года).
Похоронен на Ваганьковском кладбище.

## Научные труды
Является автором более 700 научных работ, в том числе более 30 монографий, включая учебник «Урология».

## Награды и звания

### Награды Российской Федерации
- Орден «За заслуги перед Отечеством» III степени (15 февраля 1999)
- орден Дружбы народов (15 февраля 1994)
- Заслуженный деятель науки Российской Федерации (1998)[9]
- медали
- Почётная грамота Правительства Российской Федерации (16 февраля 1999) — за большой личный вклад в развитие здравоохранения и медицинской науки, подготовку квалифицированных кадров и в связи с 75-летием со дня рождения

### Награды СССР
- Герой Социалистического Труда (27 июня 1978)
- 2 ордена Ленина
- орден Октябрьской Революции
- орден Трудового Красного Знамени
- лауреат трёх Государственных премий СССР (1971, 1984, 1990)
- лауреат премии Совета Министров СССР (1981)
- медали